# Aarón Quirós
Aarón Quirós (Monte Grande, 31 ottobre 2001) è un calciatore argentino, difensore del Vélez Sarsfield.

## Caratteristiche tecniche
È un difensore centrale.

## Carriera

### Club
Cresciuto nel settore giovanile del Banfield, Quirós ha debuttato in prima squadra l'11 aprile 2021 nell'incontro di Copa de la Liga Profesional perso 3-1 contro il Rosario Central.
L'11 settembre 2022 ha segnato il suo primo gol nel successo per 2-1 sul Colón (SF). Quattro giorni dopo ha firmato il suo primo contratto professionistico.

### Nazionale
Nel 2024 ha partecipato con la nazionale Under-23 argentina al Torneo Pre-Olimpico CONMEBOL e successivamente ai Giochi Olimpici di Parigi con la nazionale olimpica argentina.

## Statistiche

### Presenze e reti nei club
Statistiche aggiornate al 5 aprile 2025.
| Stagione               | Squadra                | Campionato             | Campionato | Campionato | Coppe nazionali | Coppe nazionali | Coppe nazionali | Coppe continentali | Coppe continentali | Coppe continentali | Altre coppe | Altre coppe | Altre coppe | Totale | Totale | Totale |
| Stagione               | Squadra                | Comp                   | Pres       | Reti       | Comp            | Pres            | Reti            | Comp               | Pres               | Reti               | Comp        | Pres        | Reti        | Pres   | Reti   |        |
| ---------------------- | ---------------------- | ---------------------- | ---------- | ---------- | --------------- | --------------- | --------------- | ------------------ | ------------------ | ------------------ | ----------- | ----------- | ----------- | ------ | ------ | ------ |
| 2021                   | Banfield               | PD                     | 0          | 0          | CA+CdL          | 0+1             | 0               | -                  | -                  | -                  | -           | -           | -           | 1      | 0      |        |
| 2022                   | Banfield               | PD                     | 9          | 1          | CA+CdL          | 3+0             | 0               | -                  | -                  | -                  | -           | -           | -           | 12     | 1      |        |
| 2023                   | Banfield               | PD                     | 18         | 1          | CA+CdL          | 2+15            | 0               | -                  | -                  | -                  | TC          | 0           | 0           | 35     | 1      |        |
| gen.-lug. 2024         | Banfield               | PD                     | 5          | 0          | CA+CdL          | 2+9             | 0+1             | -                  | -                  | -                  | -           | -           | -           | 16     | 1      |        |
| Totale Banfield        | Totale Banfield        | Totale Banfield        | 32         | 2          |                 | 32              | 1               |                    | -                  | -                  |             | 0           | 0           | 64     | 3      |        |
| lug.-dic. 2024         | Vélez Sarsfield        | PD                     | 10         | 0          | CA+CdL          | 1+0             | 0               | -                  | -                  | -                  | TC          | 0           | 0           | 11     | 0      |        |
| 2025                   | Vélez Sarsfield        | PD                     | 8          | 0          | CA              | 0               | 0               | CL                 | 0                  | 0                  | SA          | -           | -           | 8      | 0      |        |
| Totale Vélez Sarsfield | Totale Vélez Sarsfield | Totale Vélez Sarsfield | 18         | 0          |                 | 1               | 0               |                    | 0                  | 0                  |             | 0           | 0           | 19     | 0      |        |
| Totale carriera        | Totale carriera        | Totale carriera        | 50         | 2          |                 | 33              | 1               |                    | 0                  | 0                  |             | 0           | 0           | 83     | 3      |        |

## Palmarès

### Club

#### Competizioni nazionali
- Campionato argentino: 1

Vélez Sarsfield: 2024
- Supercopa Internacional: 1

Vélez Sarsfield: 2024